# Снајдер (пушка)
Снајдер-Енфилд (енгл. Snider–Enfield), британска спорометна пушка острагуша конструисана 1866, прва пушка острагуша која је нашла масовну примену у британској војсци, заменивши дотадашње пушке каписларе (изолучене мускете) Енфилд из 1853. године.

## Развој и карактеристике
Након што је у аустријско-пруском рату (1866) немачка острагуша Драјзе показала далеко већу ватрену моћ од пушака капислара Лоренц којима је била наоружана аустријска војска, све европске земље и САД почеле су ужурбано да преправљају постојеће пушке каписларе (спредњаче) у острагуше. Тако је британска војска преправила постојеће каписларе Енфилд  (модел из 1853. године) по идеји Џејкоба Снајдера, додавањем затварача у виду поклопца.
Затварач у виду поклопца (шарнира) окреће се око осовине која је паралелна оси цеви, а налази се са њене десне стране. Ударна игла и опруга су у телу затварача, а опаљивање је спољашњим орозом (као код пушака капислара), који се морао ручно натегнути пре сваког опаљивања. Због тешкоћа око извлачења и избацивања празне чауре, ти затварачи нису нашли ширу примену, али су послужили за прераду старих спредњача у острагуше, пошто је старим спредњачама додаван сандук за пуњење на задњем крају цеви (која је претходно скраћивана за десетак сантиметара), која је затварана затварачем у облику поклопца, који се подизао на шаркама у десну страну. Тако је највећи део постојећих спредњача релативно брзо и јефтино конвертован у острагуше, пошто су старе каписларе задржале своје цеви, кундаке и механизам за опаљивање, с том разликом да ороз више није активирао капислу, већ ударну иглу у затварачу. Пушка Снајдер-Еннфилд имала је цев са три жлеба и пуњена је метком са металном чауром, а избацивала је зрно тежине 31,10 грама.
Ове пушке биле су прелазно решење (преправљене спредњаче), које су остале у употреби до развоја модернијих острагуша Мартини-Хенри 1871. године.

## У Србији и Црној Гори
Током српско-турских ратова 1876-1878, Србија и Црна Гора су заплениле знатан број турских пушака. При томе, основно оружје турске пешадије тог времена биле су пушке Мартини-Хенри, део коњице био је наоружан за оно време модерним пушкама Хенри-Винчестер, док су башибозук и резервисти били  наоружани пушкама Снајдер и старијим каписларама спредњачама.
Тако је српска војска запленила 17.313 пушака, од чега 5.937 мартинки и само 88 винчестерки. По званичном ценовнику Кнежевине Србије од 1. марта 1879, мартинке су вределе 60, винчестерке 72, снајдерке 33, а руске крнке само 25 динара. Пушке домаће производње биле су јефтинијеː по ценовнику од  16. августа 1877. гриноваче су вределе 60 гроша (24 динара), а пибодуше 70 гроша (28 динара).